# Tochigi-præfekturet
Tochigi-præfekturet (栃木県 Tochigi-ken) er et præfektur i Japan.
Præfekturet ligger i regionen Kantō på den vestlige del af Japans hovedø Honshū. Det har et areal på 6.408 km2
og et befolkningstal på 1.927.754 (2021) indbyggere. Hovedbyen og den største by er byen Utsunomiya.